# 汪堆寺
31°55′16″N 98°25′41″E / 31.921°N 98.428°E
汪堆寺（藏語：དབོན་སྟོན་དགོན།，威利转写：dbon ston dgon）是中国四川省德格县汪布顶乡的一座藏传佛教萨迦派寺院，位于金沙江东岸，地处德格县与西藏自治区江达县交界处。

## 历史
据传说，松赞干布曾遣太子汪布前往康区传教，路过吉嘎（位于今江达县）时与一女子相爱成婚，并过江东建寺，名为“汪堆寺”。汪堆寺本为苯教寺院，后改宗宁玛派。13世纪下半叶，八思巴时期的萨迦派在元朝政府支持下势力大增并在康区迅速发展，包括汪堆寺在内的诸多寺院都改属萨迦派传承。汪堆寺与德格土司家族关系密切，原为德格更庆寺属寺。在第七代德格土司向巴彭措的支持下，寺院修建了大殿等设施。
清末波日·工布朗结起事期间汪堆寺曾遭到严重损坏。后来文化大革命期间寺院则几乎未经破坏，文革结束后于1983年经德格县政府批准开放。
目前规划在金沙江上游建设的岗托水电站项目将淹没汪堆寺、银南寺等六座寺院。

## 建筑与壁画
汪堆寺由大殿、经堂、佛法殿等建筑构成，寺院中收藏有大量佛教典籍、器乐、唐卡等，尤以寺内保存的三处大面积古代壁画而知名。其中最古老的吉祥天母殿（喇空达龙玛）内绘有释迦摩尼、无量光佛等十余组壁画，年代为14世纪至15世纪之间。而百柱大殿（噶加拉康）内的壁画虽时代略晚（约18世纪初），但规模更大，壁面面积达一千余平方米，是现存仅有的整铺以祖师传记故事为题材的壁画。